# Leucopsar rothschildi
Leucopsar rothschildi là một loài chim trong họ Sturnidae.
Loài chim này sống giới hạn ở đảo Bali ở Indonesia, nơi loài này là động vật xương sống đặc hữu duy nhất của đảo. (Một phân loài hổ đặc hữu, hổ Bali đã tuyệt chủng từ năm 1937). Loài chim này được phát hiện vào năm 1910 và vào năm 1991 đã được công nhận là loài động vật biểu tượng của Bali. Nó xuất hiện nổi bật trên đồng xu 200 rupiah của Indonesia, và thường được gọi là Jalak Bali.
Trong môi trường sống tự nhiên, loài này không dễ thấy, chúng sử dụng ngọn cây để ấn nấp và không giống như nhiều loài chim khác, chúng đến mặt đất chỉ để uống nước hoặc để tìm cây cỏ xây tổ. Loài chim này thường tập hợp theo nhóm khi còn non để xác định vị trí thức ăn tốt hơn và canh chừng kẻ thù săn mồi.
Chế độ ăn của loài chim này bao gồm trái cây, hạt, sâu và côn trùng.

## Hình ảnh

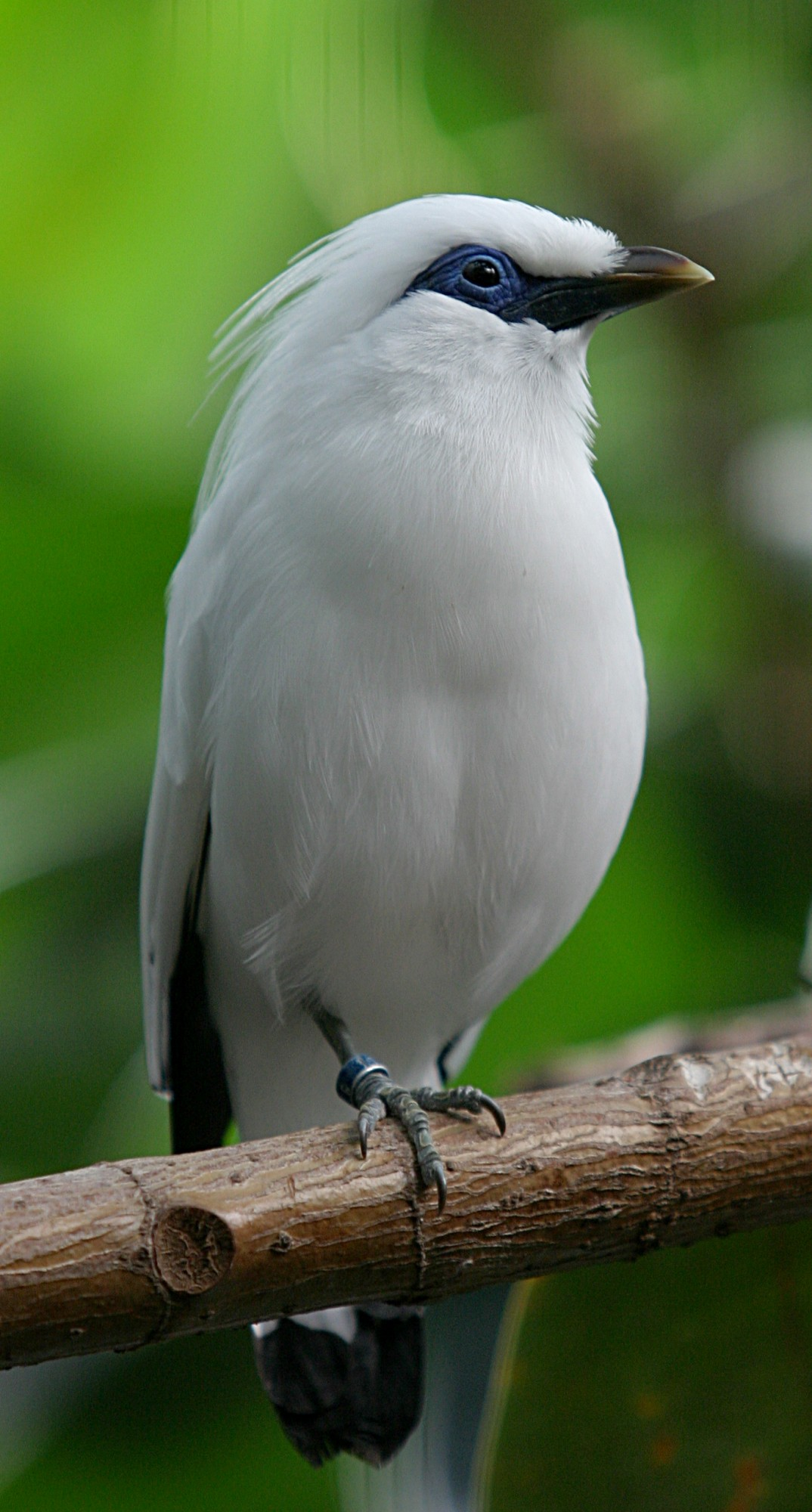
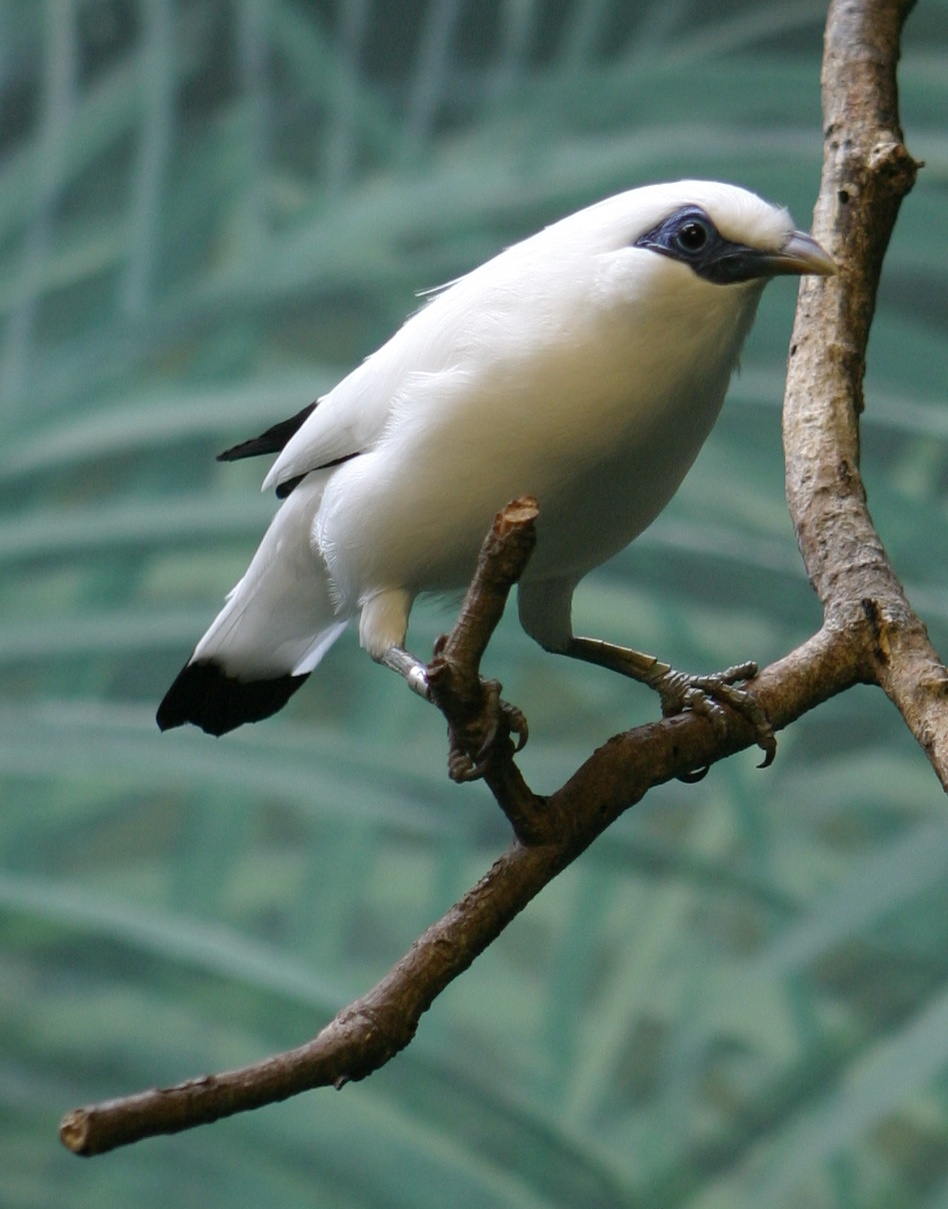
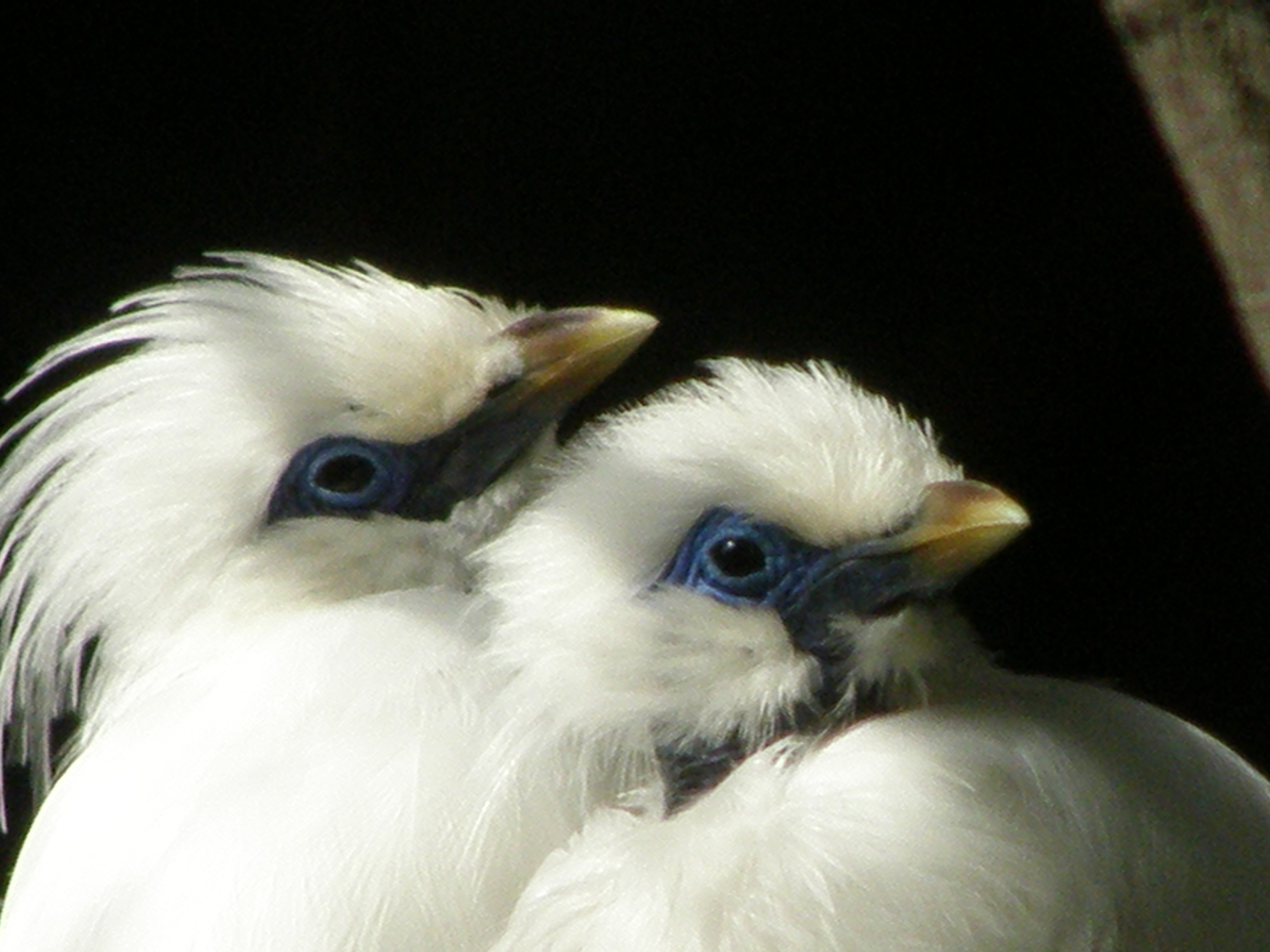
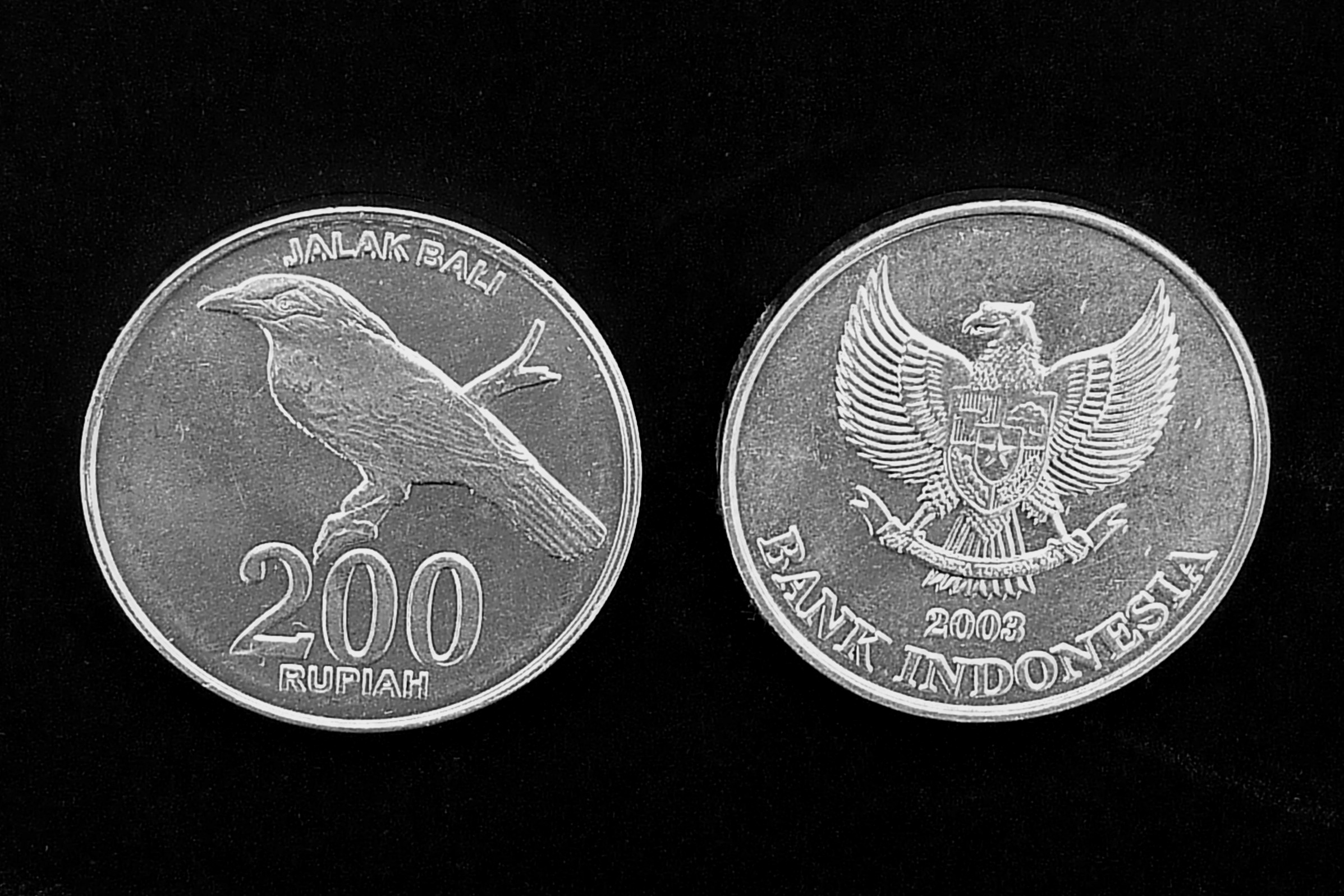